# Maria Quitéria (Feira de Santana)

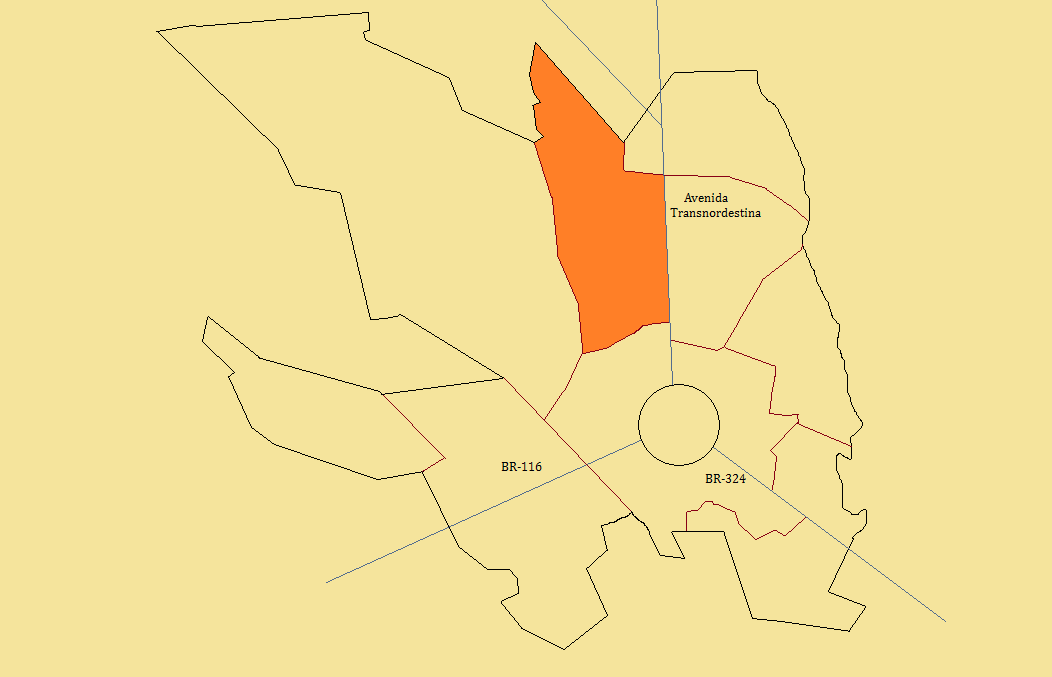
Localização do distrito, em cor laranja.

Maria Quitéria é um distrito do município baiano de Feira de Santana, com o nome atual em homenagem à Maria Quitéria. 
Até 1938, o distrito era denominado São José de Itapororocas.
Possui também uma Biblioteca Professora Raquel de Freitas Araújo, com um acervo de 3.500 livros registrados.
Também possui uma plataforma para voo de asa delta, no morro de São José.